# Федір Іванович Більський

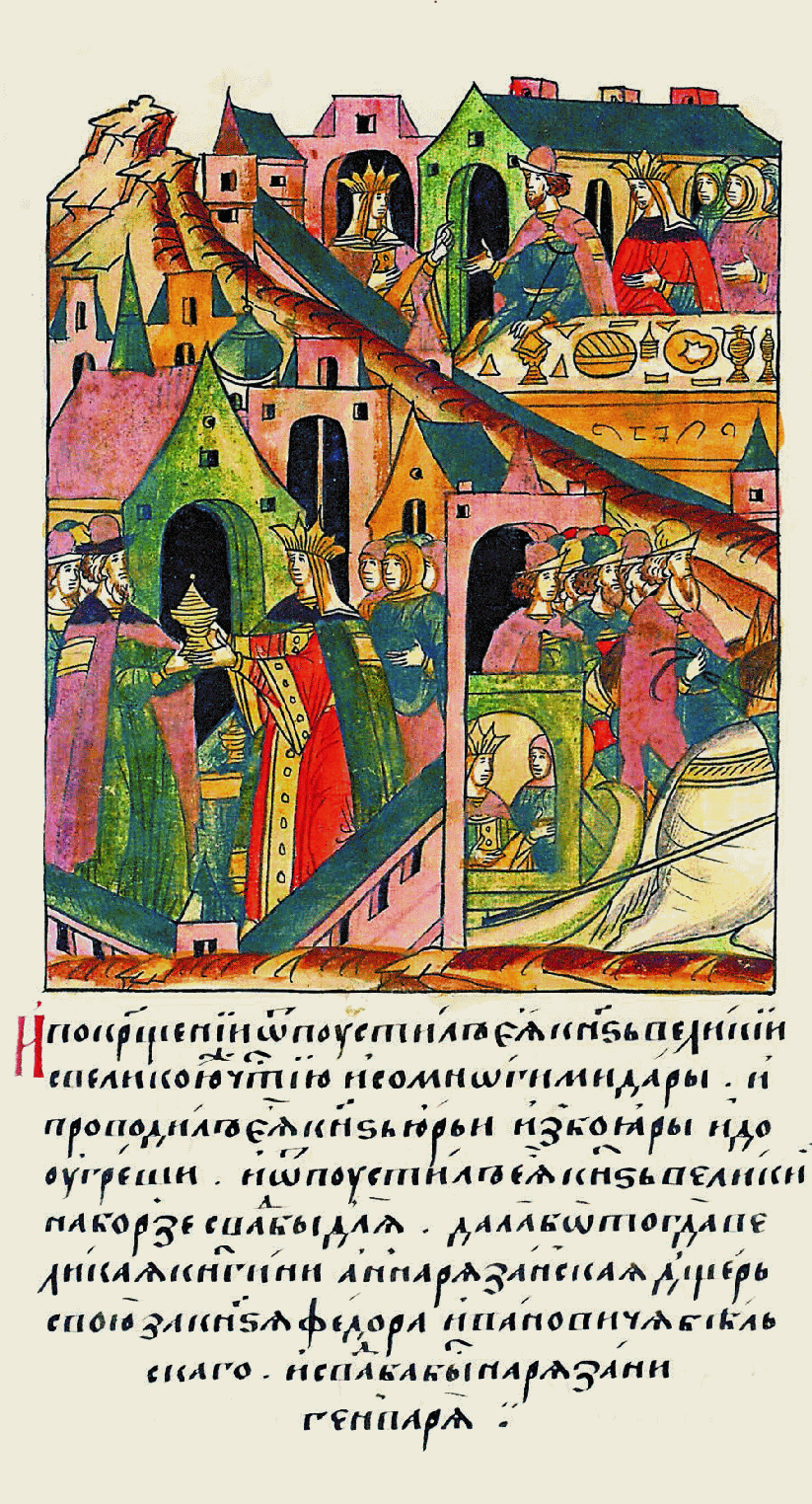
Весілля Федора Бєльського та Ганни Рязанської

Фе́дір Іва́нович Більський (Бє́льський) (середина XV ст. — після 1503) — литовсько-руський князь з роду Більських, князь більський (до 1476—1481); емігрував у Велике князівство Московське.

## Біографія

### Походження
Походив з династії Гедиміновичів. Батько — більський та новгородський князь Іван Володимирович, син київського князя Володимира, внук великого князя литовського Ольгерда; мати — Василина Андріївна Гольшанська, сестра польської королеви Софії, дружини Ягайла. Таким чином Федір Іванович, як і його брати приходився по батьковій лінії троюрідним, а по материній двоюрідним братом великому князю литовському та королю польському Казимиру IV Ягеллончику, який правив у 1440—1492 роках.

### Діяльність у Литві. Змова руських князів
Вперше в джерелах появляється у 1476 році. Був одним із підписантів «послання Мисаїла» до Римського Папи Сикста IV. У списку підписантів листа розміщений другим серед цілої низки литовсько-руських князів та вельмож, після свого двоюрідного брата Михайла Олельковича.
У 1480—1481 роках взяв участь у змові руських князів Великого князівства Литовського, ймовірною метою якої було вбити Казимира IV Ягеллончика та посадити на литовський трон Михайла Олельковича. За даними Т. Нарбута, змовники планували взяти в полон Казимира на весіллі Федор Івановича з кобринською княжною Анною, донькою кобринського та ратненського князя Семена Романовича. Сучасні ж події джерела не містять детальних обставин викриття змови, тому дослідники схиляються до думки, що шлюб Федора Івановича все ж відбувся до весняного посту 1481 року, а князівську змову було викрито після нього.
Як припускають дослідники на основі тогочасних джерел, видати змовників великому князю могли боярин Іван Ходкевич, швагер Федора Івановича, та його брат Семен Іванович. В результаті викриття змови князі Михайло Олелькович та Іван Юрійович Гольшанський були страчені у серпні 1481 року, а Федір Іванович був змушений втікати у Велике князівство Московське. Більське князівство після його еміграції перейшло у руки брата, як припускають деякі дослідники, саме за участь в розкриті змови.
Згодом він став родичем московського великого князя і наприкінці XV — на початку XVI століття відігравав значну роль у політичному житті цієї країни.

### У Великому князівстві Московському
У статусі служивого князя отримав від велкиого князя московського Івана III Васильовича спочатку волость Демон (сучасне містечко Демянськ) та Мореву на півдні Новгорощини, пізніше — міста Лух з Кінешмою та іншими волостями в Поволжжі.
У 1488—89 і 1494—95 московські дипломати безрезультатно наполягали на видачі з Великого князівства Литовського Федорової дружини, княгині Анни.
Запідозрений у намірі втекти у Велике князівство Литовське, Федір був заарештований, позбавлений вотчини (м Лух і ін.) та засланий в Галич-Мерський у грудні 1492 або січні 1493 року.
Не пізніше березня 1494 року був помилуваний. Князеві були повернуті статус та уділи.

### Другий шлюб та військова діяльність
У січні 1498 вдруге одружився з дочкою великого князя рязанського Василія Івановича, Анною, племінницею (по матері) Івана III. Очолював московські походи на Казань в 1499—1500 роках для підтримки хана Абд аль-Латіфа.
У 1502 році під час Литовсько-Московської війни брав участь у поході на Смоленськ та його облозі, які була невдалою для московитів.
Остання згадка про князя Федора датується 1506 роком, коли новий великий князь московський Василій III здійснив великий похід на Казань проти хана Мухаммед-Аміна. Князь Федір знову перебував під командуванням Дмитра Жилки. Похід закінчився повним розгромом московської раті, князю Федору вдалося втекти.

## Сім'я та діти
Перша дружина — Ганна Семенівна Кобринська. Друга — Анна Василівна, дочка рязанського князя Василія Івановича, племінниця по-матері великого князя московського Івана ІІІ Васильовича.
Діти Федора Івановича мали значний вплив при московському дворі в середині XVI століття:
- Дмитро Федорович Більський (1477—1551) — московський воєвода, один з опікунів Івана Грозного. Дружина — Олена Іванівна Челядніна.
- Іван Федорович Більський (?—1541) — вбитий Шуйськими. На Московській службі з 1521.
- Семен Федорович Більський (?—1544) — перебував на московській службі, втік у Велике князівство Литовське, а потім у Крим.
- Григорій Федорович Більський (?—1585) — московський боярин.